# Lampe Tiffany
 (janvier 2024).
La mise en forme du texte ne suit pas les recommandations de Wikipédia : il faut le « wikifier ».
Les points d'amélioration suivants sont les cas les plus fréquents. Le détail des points à revoir est peut-être précisé sur la page de discussion.
- Les titres sont pré-formatés par le logiciel. Ils ne sont ni en capitales, ni en gras.
- Le texte ne doit pas être écrit en capitales (les noms de famille non plus), ni en gras, ni en italique, ni en « petit »…
- Le gras n'est utilisé que pour surligner le titre de l'article dans l'introduction, une seule fois.
- L'italique est rarement utilisé : mots en langue étrangère, titres d'œuvres, noms de bateaux, etc.
- Les citations ne sont pas en italique mais en corps de texte normal. Elles sont entourées par des guillemets français : « et ».
- Les listes à puces sont à éviter, des paragraphes rédigés étant largement préférés. Les tableaux sont à réserver à la présentation de données structurées (résultats, etc.).
- Les appels de note de bas de page (petits chiffres en exposant, introduits par l'outil «  Source ») sont à placer entre la fin de phrase et le point final[comme ça].
- Les liens internes (vers d'autres articles de Wikipédia) sont à choisir avec parcimonie. Créez des liens vers des articles approfondissant le sujet. Les termes génériques sans rapport avec le sujet sont à éviter, ainsi que les répétitions de liens vers un même terme.
- Les liens externes sont à placer uniquement dans une section « Liens externes », à la fin de l'article. Ces liens sont à choisir avec parcimonie suivant les règles définies. Si un lien sert de source à l'article, son insertion dans le texte est à faire par les notes de bas de page.
- La présentation des références doit suivre les conventions bibliographiques. Il est recommandé d'utiliser les modèles {{Ouvrage}}, {{Chapitre}}, {{Article}}, {{Lien web}} et/ou {{Bibliographie}}. Le mode d'édition visuel peut mettre en forme automatiquement les références.
- Insérer une infobox (cadre d'informations à droite) n'est pas obligatoire pour parachever la mise en page.

Pour une aide détaillée, merci de consulter Aide:Wikification.
Si vous pensez que ces points ont été résolus, vous pouvez retirer ce bandeau et améliorer la mise en forme d'un autre article.
Une lampe Tiffany est un type de lampe avec un abat-jour en verre cloisonné conçu par Louis Comfort Tiffany et ses employés, et réalisée (pour les originaux) dans son studio de design. Le verre des abat-jour est assemblé selon la technique de la feuille de cuivre au lieu du plomb (technique classique pour les vitraux). Les lampes Tiffany sont considérées comme faisant partie du mouvement Art Nouveau. À partir de 1893, un nombre considérable de modèles ont été produits.
En raison de l'influence dominante de Tiffany sur le style, le terme lampe Tiffany ou lampe de style Tiffany est devenu générique et est souvent utilisé pour désigner les lampes en verre cloisonné, c'est également le cas même pour celles qui ne sont pas fabriquées par Tiffany & Co.

## Histoire
La première lampe Tiffany a été exposée en 1893 et aurait été fabriquée cette année-là. Chaque lampe était fabriquée à la main par des artisans qualifiés et jamais produite en série ou industriellement. Le concepteur des abat-jour Tiffany n'était pas, comme on le pensait depuis plus de 100 ans, Louis Comfort Tiffany, mais une artiste conceptrice jusqu'alors méconnue nommée Clara Driscoll. Elle est retrouvée en 2007 grâce au professeur Martin Eidelberg de l'université Rutgers, comme étant le maître designer à l'origine du projet le plus créatif et le plus précieux de l'entreprise : les lampes en verre produites par Tiffany Studios,.
La première entreprise commerciale qu'a créé Louis Comfort Tiffany était une entreprise de design d'intérieur à New York pour laquelle il innove dans le domaine du verre et concevait notamment des vitraux.
En 1893, après l'Exposition universelle colombienne de Chicago, les lampes Tiffany gagnent en popularité, grâce à l'exposition de ses lampes dans une chapelle de type byzantin. Sa présentation a attiré l'attention de nombreuses personnes, notamment Wilhelm Bode et Julius Lessing, directeurs des musées d'État de Berlin. À la suite de cet événement, Lessing décida d'acheter quelques lampes Tiffany pour les exposer au Musée des Arts Décoratifs, ce qui en fait le premier musée européen à posséder du verre de l'entreprise. Même si le travail de Tiffany était populaire en Allemagne, d'autres pays comme la France, n'étaient pas aussi appréciés en raison de sa relation avec l'American crafts. Tiffany n'a pu percer sur le marché français qu'en faisant reprendre la production de ses œuvres par Siegfried Bing, en s'appuyant de l'aide de nombreux artistes français. Sans l'accès et les contacts de Bing en Europe, Tiffany n'aurait pas eu autant de succès en vendant ses œuvres à un public européen. Le succès de Tiffany dans toute l'Europe est dû en grande partie au succès de ses œuvres sur les marchés allemand et austro-hongrois grâce à une série d'expositions commençant en 1897 jusqu'à l'Exposition internationale d'art de Dresde.
Après la fin du partenariat entre Tiffany et Bing, l’intérêt pour les produits Tiffany a commencé à décliner lentement en Europe.

## Conception

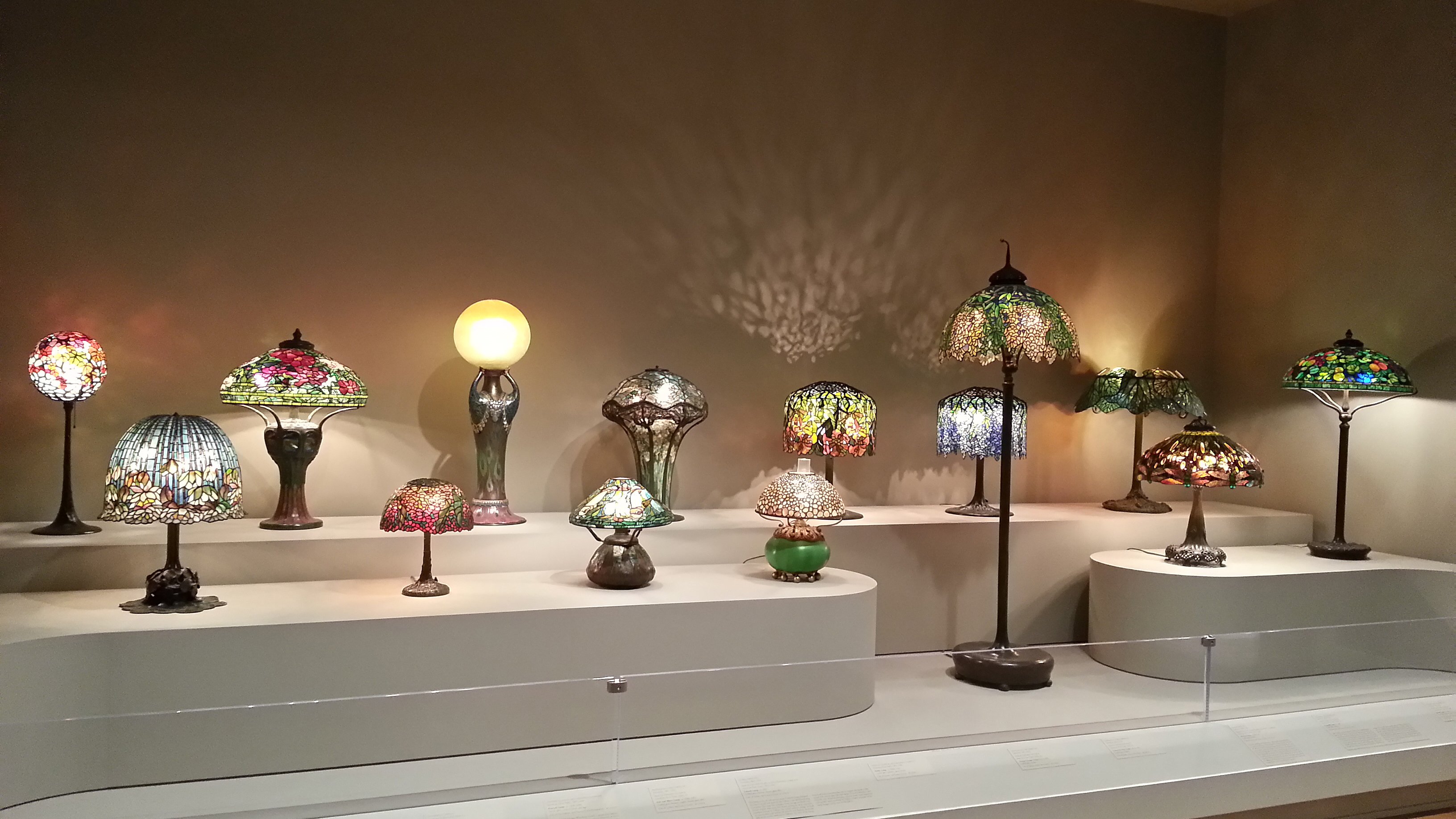
Collection de lampes Tiffany du Virginia Museum of Fine Arts

La majorité des lampes Tiffany peuvent être regroupées dans l'une des catégories suivantes :
- Bordure supérieure irrégulière
- Bordure inférieure irrégulière
- Verre Favrile, qui est une technique de verre soufflé
- Géométrique
- Transition vers les fleurs
  - Cône fleuri
  - Globe fleuri

Les lampes à bordure supérieure et inférieure irrégulières portent un bord de couronne ajouré qui permet de simuler une branche, un arbre ou un arbuste.
La catégorie Verre Favrile, qui signifie fabriqué à la main, identifie les premières lampes Tiffany réalisées avec ce label. Ses initiales LCT, remplaceront plus tard le cachet Favrile.
La catégorie géométrique, réalisée principalement par Louis Comfort Tiffany, parle d'elle-même. Il a utilisé des formes géométriques telles que des triangles, des carrés, des rectangles et des ovales pour former les motifs de ces lampes.
Vient ensuite la transition vers le groupe des fleurs, qui est subdivisé en lampes à cône et globe fleuri. Toutes ces lampes suivent un design naturel ou botanique utilisant des fleurs, des libellules, des araignées avec des toiles, des papillons et des plumes de paon. La différence entre les deux sous catégories réside dans la différence de forme des lampes : cône et globe essentiellement.

## Production
Chaque lampe est préparée selon la méthode de la feuille de cuivre. Tout d’abord, un motif pour la lampe est dessiné sur un morceau de carton épais. Ensuite, un numéro et une couleur de verre sont écrits sur la pièce du patron. Une fois le motif dessiné et étiqueté, le verre est posé dessus et tracé. Une fois le motif tracé sur le verre, les pièces peuvent être découpées et meulées pour obtenir leur forme correcte. Ensuite, les pièces doivent être nettoyées afin que la feuille de cuivre puisse être appliquée sur les bords. L'usage de la méthode de la feuille de cuivre permet aux pièces d'adhérer ensemble. Une fois que la lampe a été placée en conséquence et qu'elle est entièrement collée, les bords sont soudés ensemble pour un maintien ferme. Enfin, une fois la lampe soudée, elle est nettoyée[réf. souhaitée].

## Collections
- Société historique de New York, Central Park West à West 77th Street – 132 lampes dans la collection de verre Tiffany du Dr Egon Neustadt[4]
- Queens Museum of Art, Flushing Meadows Corona Park, Queens, New York – le reste de la collection de Neustadt, qui fut transférée au musée après sa mort
- Musée des Beaux-Arts de Virginie, Richmond, Virginie – 14 lampes exposées dans les galeries d'arts décoratifs Lewis, avec quatre lampes supplémentaires dans la collection du musée, mais non exposées[5]

## Galerie

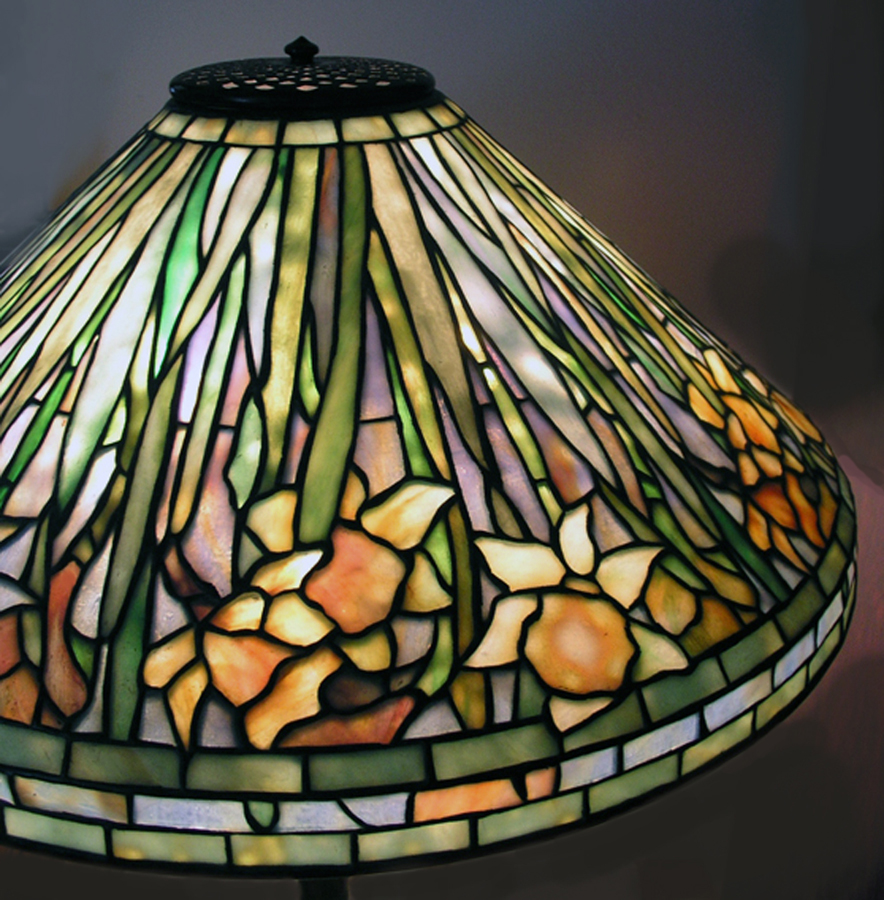
Lampe de table Jonquille en verre, conçue par Clara Driscoll
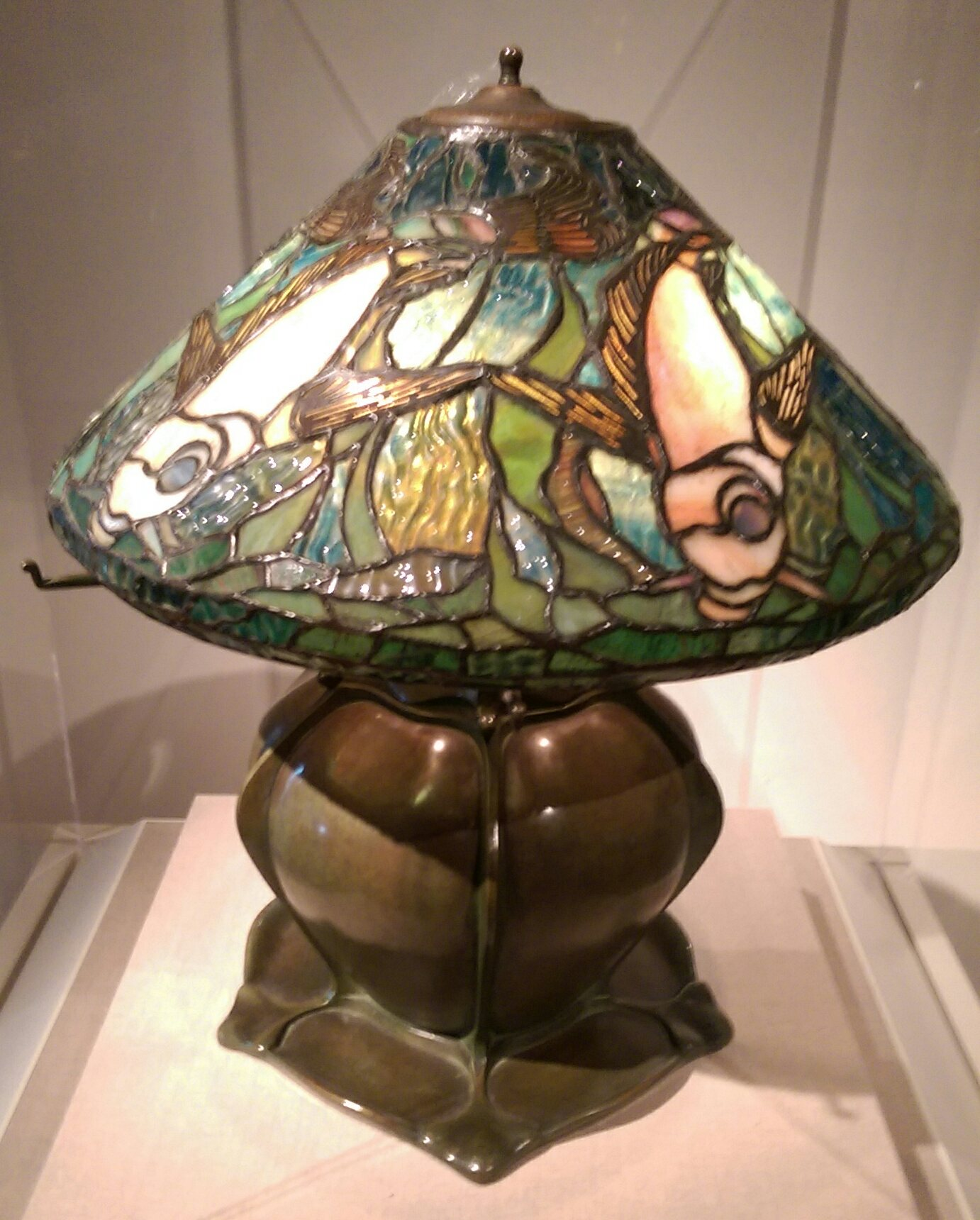
Lampe Tiffany, vers 1905, Musée de Jeune